# Кюрнштайер, Ханс Герман
Ханс Герман Кюрнштайер (нем. Hans Hermann Kürsteiner, 1885—1968), швейцарский эсперантист и предприниматель.

## Биография
Родился в Санкт-Галлене, присоединился к эсперанто-движению в 1908 году. Основал группу эсперантистов в Санкт-Галлене и был секретарём швейцарского общества эсперанто. С 1934 по 1936 был представителем швейцарского общества эсперанто во Всемирной ассоциации эсперанто (UEA), редактировал Энциклопедию эсперанто.
После раскола эсперанто-движения в 1936 году остался на стороне так называемой
«Женевской UEA», и с 1940 по 1947 годы был её президентом. В 1947 году, после воссоединения мирового эсперанто-движения, ушёл в отставку и был избран почётным президентом Всемирной ассоциации эсперанто.